# Lathrostizus shenyangensis
Lathrostizus shenyangensis là một loài tò vò trong họ Ichneumonidae.